# Peter Kukelka
Peter Kukelka (* 20. Jänner 1934 in Brașov, Rumänien; † 3. März 2018 in Mistelbach (Niederösterreich)) war ein österreichischer Restaurator,  Musikinstrumentenbauer, der sich auf die Restaurierung historischer Instrumente spezialisiert hatte und auf diesem Fachgebiet hohes Ansehen genoss. Zudem war Kukelka 22 Jahre lang als Hochschullehrer an der Musikuniversität Wien tätig.

## Leben

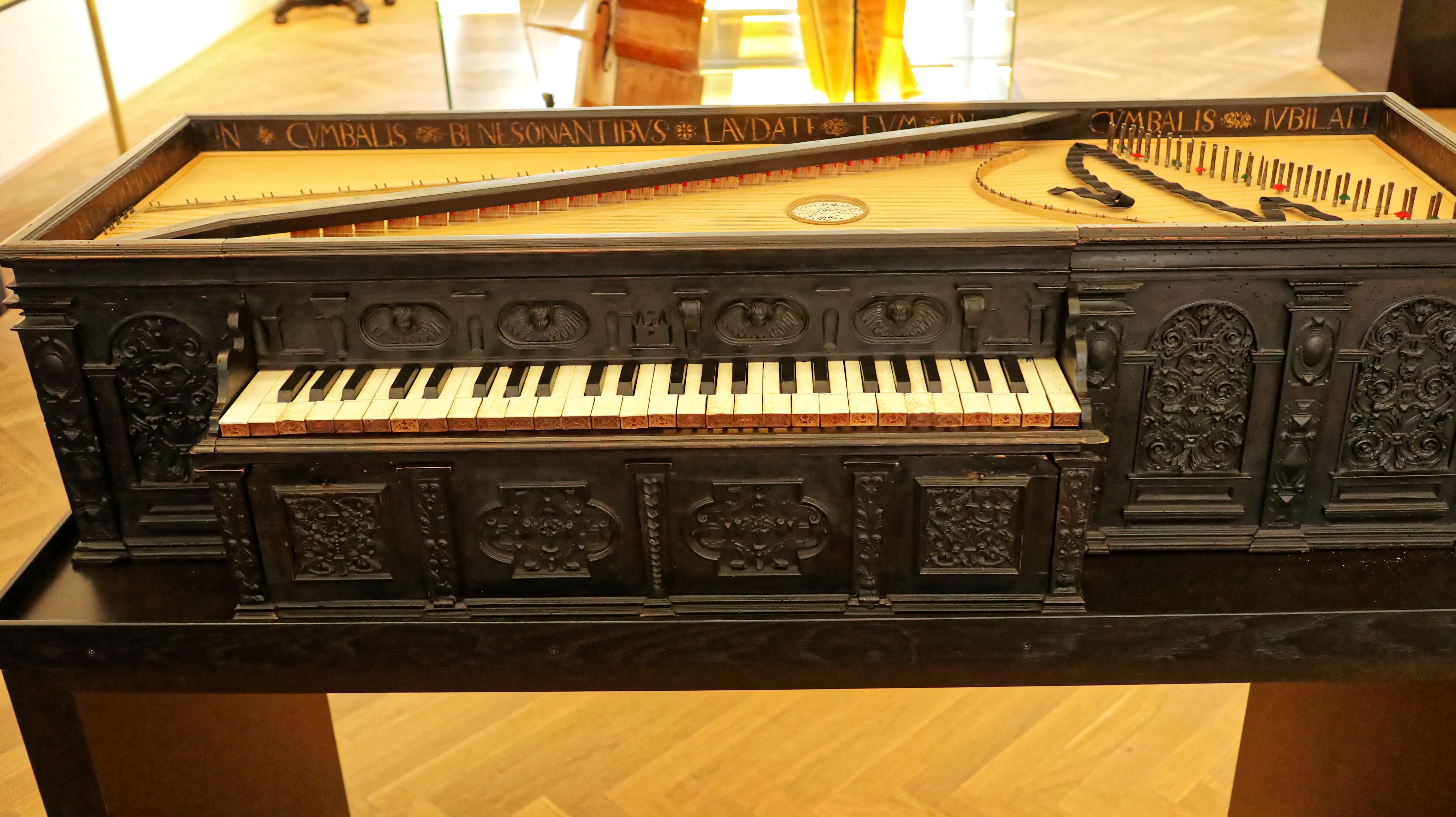
Das von Kukelka restaurierte Claviorganum des Josua Pockh im DomQuartier Salzburg

Peter Kukelka wurde Anfang 1934 im rumänischen Brașov geboren. Seine Kindheit war vom Zweiten Weltkrieg überschattet. Über den Zeitpunkt der Übersiedelung seiner Familie nach Österreich ist wenig bekannt. In Wien maturierte er 1952 am RG Wien 18, anschließend studierte er einige Semester Architektur an der TU Wien, Kirchenmusik bei Josef Mertin, der seine Haltung entscheidend prägte, Restaurierung an der Akademie der Bildenden Künste, wo er mit dem Titel Akademischer Restaurator abschloss, sowie Blockflöte. Um 1960 herum begann er mit der Rekonstruktion und dem Bau von Fideln.
Im Jahr 1965 trat er seinen Dienst als Restaurator historischer Musikinstrumente der Sammlung alter Musikinstrumente des Kunsthistorischen Museums Wien in der Neuen Burg an. Diese erste und einzige derartige Planstelle im öffentlichen Dienst in Österreich war damals für Kukelka neu geschaffen worden. Bis 1971 übte er diese Tätigkeit aus.
Von 1971 bis 1988 hatte Kukelka einen Lehrauftrag zum Thema „Konservierung und Restaurierung von historischen Musikinstrumenten“ an der damaligen Meisterschule für Konservierung und Technologie der Akademie der bildenden Künste, und von 1972 bis 1994 lehrte er an der Wiener Musikuniversität die Fächer Historische Instrumentenkunde und Instrumentenbau.
Zu den bedeutendsten Restaurierungobjekten Kukelkas zählt das im Museum St. Peter – DomQuartier Salzburg – ausgestellte Claviorganum, das Meister Josua Pockh im Jahr 1591 in Innsbruck hergestellt hatte. Kukelka restaurierte es in den Jahren 1972 bis 1974 und machte es wieder spielbar; es ist seither das älteste bespielbare Instrument dieser Art weltweit.
Er fertigte auch Nachbauten seltener historischer Instrumente an, wie beispielsweise eine am Anfang des 16. Jahrhunderts von Giovanni d' Andrea gebaute Lira da Braccio, die sich im Besitz des Kunsthistorischen Museums Wien befindet.
Er veröffentlichte Aufsätze und Beiträge über seine Arbeit in Fachbüchern und -zeitschriften wie Ars Organi, und diese berichteten über seine Arbeiten.
Neben seiner hauptberuflichen Tätigkeit betrieb Kukelka gemeinsam mit seiner Ehefrau Helene ein Alt Wiener Marionettentheater.
In seiner Heimatgemeinde Karnabrunn (Niederösterreich) war Kukelka fast 40 Jahre lang als Organist an der dortigen Pfarr- und Wallfahrtskirche Zur Hl. Dreifaltigkeit tätig und setzte sich für den Erhalt und die Sanierung der wertvollen Orgel (1754, II/15) ein, die auf Johann Friedrich Ferstl (ca. 1720–1785) zurückgeht. Die Einnahmen des Puppentheaters und seiner Benefiz-Orgelkonzerte spendete er für diesen Zweck.
Kukelka war verheiratet und Vater von fünf Kindern, darunter die Musikpädagogin Katharina J. Fischer, der Komponist, Dirigent und Pianist Alexander Kukelka (* 1963) und die Keramikerin und Restauratorin Natalia („Nali“) Kukelka (* 1966). Seine Ehefrau Helene ist eine erfolgreiche Malerin. Peter Kukelka starb im Frühjahr 2018 nach schwerer Krankheit im Alter von 84 Jahren.

## Schriften
- Die Restaurierung eines Claviorganums des Josua Pock von 1591 aus Innsbruck. In: Walter Salmen (Hrsg.): Orgel und Orgelspiel im 16. Jahrhundert. Helbing, Innsbruck 1977, S. 153–163.